# آرثر فروليش
آرثر فروليش (بالإنجليزية: Arthur Froehlich)‏ هو مهندس معماري أمريكي، ولد في 1909، وتوفي في 1985.